# 메이저 그롬: 플레이그 닥터
메이저 그롬: 플레이그 닥터(러시아어: Майор Гром: Чумной Доктор, Major Grom: Plague Doctor)는 러시아 연방에서 제작된 올레그 트로핌 감독의 2021년 액션, 모험 영화이다. 리우보프 악세노바 등이 주연으로 출연하였다. 버블 코믹스에서 각색한 두 번째 영화이자, 러시아 만화를 기반으로 한 최초의 장편 영화이다. 이 영화의 배경은 상트페테르부르크이다.
이 영화의 예고편은 2017년 9월 30일 이고르미르/코믹콘 러시아 2017에서 처음 상영되었다. 그 이후 프로젝트가 어느 시점에 제작에 어려움을 마주쳐 팀이 해산되었다가 다시 구성되었고 영화의 콘셉트는 처음부터 다시 완성하였다.

## 출연
- 리우보프 악세노바